# Stabat mater (Pergolesi)

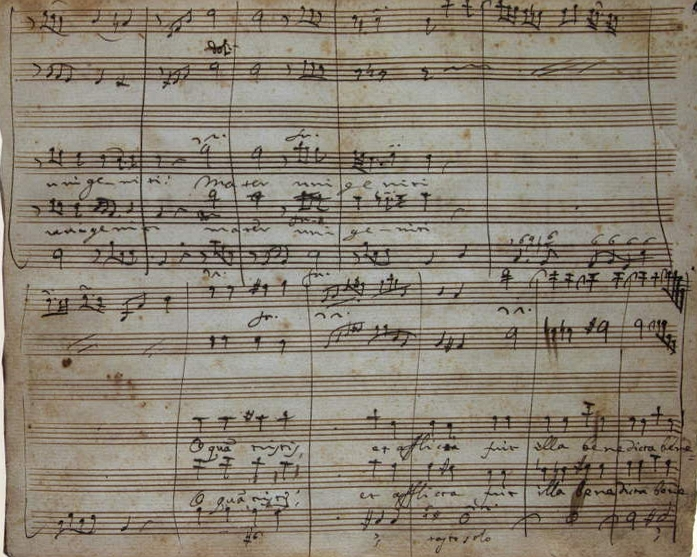
Giovanni Battista Pergolesi, Autographseite des Stabat mater (aus Satz 3 O quam tristis)

Das Stabat mater in f-Moll (PayP 77) von Giovanni Battista Pergolesi ist eine Vertonung des gleichnamigen mittelalterlichen Gedichtes für Alt, Sopran, Streicher und Basso continuo. Dies ist das bekannteste geistliche Werk des italienischen Komponisten und entstand 1736, wenige Wochen vor seinem Tod.

## Aufbau
Das Werk besteht aus zwölf Sätzen:
| Nr. | Titel                          | Stimmen    | Tempo                 | Taktart           | Tonart |
| --- | ------------------------------ | ---------- | --------------------- | ----------------- | ------ |
| 1   | Stabat mater dolorosa          | Duett      | Grave                 | 4/4               | f-Moll |
| 2   | Cujus animam gementem          | Sopransolo | Andante amoroso       | 3/8               | c-Moll |
| 3   | O quam tristis et afflicta     | Duett      | Larghetto             | 4/4               | g-Moll |
| 4   | Quae moerebat et dolebat       | Altsolo    | Allegro               | 2/4               | Es-Dur |
| 5   | Quis est homo                  | Duett      | Largo -> Allegro      | 4/4 -> 6/8        | c-Moll |
| 6   | Vidit suum dulcem natum        | Sopransolo | Tempo giusto          | 4/4               | f-Moll |
| 7   | Eja mater fons amoris          | Altsolo    | Andantino             | 3/8               | c-Moll |
| 8   | Fac ut ardeat cor meum         | Duett      | Allegro               | alla breve        | g-Moll |
| 9   | Sancta mater, istud agas       | Duett      | Tempo giusto          | 4/4               | Es-Dur |
| 10  | Fac ut portem Christi mortem   | Altsolo    | Largo                 | 4/4               | g-Moll |
| 11  | Inflammatus et accensus        | Duett      | Allegro ma non troppo | 4/4               | B-Dur  |
| 12  | Quando corpus morietur -> Amen | Duett      | Largo -> Presto assai | 4/4 -> alla breve | f-Moll |

## Entstehung des Werks
Pergolesi komponierte sein Stabat mater im Auftrag einer neapolitanischen adligen Laienbruderschaft, der Cavalieri della Vergine dei Dolori di San Luigi al Palazzo, zum Gebrauch in der Liturgie der Karwoche. Zwanzig Jahre zuvor hatte dieselbe Bruderschaft bei Alessandro Scarlatti ebenfalls ein Stabat mater bestellt. Pergolesi schrieb seine Fassung, zusammen mit einem Salve Regina, in einem Franziskanerkloster in Pozzuoli wenige Wochen vor seinem Tod; er war an Tuberkulose erkrankt.

## Wirkungsgeschichte
Der frühe Tod des mit 26 Jahren verstorbenen Pergolesi führte in der zweiten Hälfte des 18. Jahrhunderts zu einer verstärkten Nachfrage nach seinen Werken. In den folgenden 50 Jahren wurde das Stabat mater zu einem der meistnachgedruckten Werke des Jahrhunderts, und unter Pergolesis Namen wurden zahlreiche Fälschungen herausgegeben. Von den 148 Kompositionen in der ersten Gesamtausgabe seiner Werke gelten heute nur noch 30 als echt. Hingegen ist die Echtheit des Stabat mater unzweifelhaft, da sich ein Manuskript in Pergolesis Handschrift erhalten hat.
Eine Neuheit des Werks besteht darin, dass es den damals neu aufkommenden galanten Stil aufnimmt, mit dem der Komponist in seinem Opernintermezzo La serva padrona (1733) rauschende Erfolge auf den Bühnen Europas feierte. Die Anwendung dieses Stils war jedoch in der Kirchenmusik ungewohnt. Padre Martini bemängelte in seiner Kompositionslehre von 1774 gerade diese Nähe zu La serva padrona und befand die Vertonung des Textes für zu leichtgewichtig.
Die unmittelbar ergreifende Stimmung des Werks fand jedoch bald überwiegende Zustimmung. Der Verzicht auf groß angelegte Chor- und Orchesterbesetzung wurde in Bearbeitungen des 19. Jahrhunderts teils rückgängig gemacht. Jean Jacques Rousseau pries den Eröffnungssatz als „das perfekteste und berührendste Duett aus der Feder irgendeines Komponisten“. Die jährlichen Aufführungen des Werks in der königlichen Kapelle von Schloss Versailles wurden von Ludwig XVI. besucht. In England wurde die Musik um 1760 an den Text einer Ode des englischen Dichters Alexander Pope angepasst.
In Deutschland arbeitete Johann Sebastian Bach um 1745 Pergolesis Stabat mater zur Kantate Tilge, Höchster, meine Sünden (BWV 1083) um; der Text ist eine metrisch angepasste Nachdichtung von Psalm 51. Unter den weiteren Bearbeitern des Werks finden sich Giovanni Paisiello, Johann Adam Hiller, Georg Joseph Vogler, Joseph Eybler, Antonio Salieri, Franz Xaver Süßmayr, Otto Nicolai und Alexei Lwow. 1840 widmete Richard Wagner in seinen Memoiren unter dem Titel Ein deutscher Musiker in Paris Pergolesis Stabat mater ein längeres Kapitel. Er geht dabei insbesondere auf Lwows Bearbeitung ein und vergleicht sie mit Mozarts Arrangement von Händels Messias. Bis heute hält die Begeisterung für das Werk ungebrochen an, auch im Zeichen der historischen Aufführungspraxis.